# Бударино (Астраханская область)
Бударино (до 1944 года - село Дальчи) — село в Лиманском районе Астраханской области России, административный центр Бударинского сельсовета.
Население - 591 (2010)

## История
Дата основания не установлена. В 1926 году на базе поселений Дальча и Антоново была образована артель «Восток». В 1930 году из мелкие рыболовецкие артели были объединены в колхоз "Путь к коммунизму" Долбанского улуса Калмыцкой автономной области. Колхоз относился к Дальчинскому сельскому совету рабочих, крестьянских, красноармейских и ловецких депутатов, в который входили: село Дальчи, населённый пункт Дальча, хутора Мешка, Чимбя, Семёновск, Коськин, Наран-Газыр.
28 декабря 1943 года калмыцкое население было депортировано. После ликвидации Калмыцкой АССР село Дальчи, как и другие населённые пункты Добанского улуса, был включен в состав Астраханской области. В мае 1944 года село Дальчи переименовано в село Бударино, Дальчинский сельский Совет в Бударинский. В 1954 году Бударинский сельсовет объединён с Промысловским, вновь образован в 1972 году.
В 1951 году в колхозе "Путь к коммунизму" была организована арбузная бригада. Калмыки стали  возвращаться в 1956 году после отмены ограничений по передвижению , однако в состав Калмыцкой АО село возвращено не было.
В 1959 году колхоз изменил специализацию — стал сельскохозяйственным. Колхоз «Путь к коммунизму» занимался выращиванием и заготовкой кормовых культур. В 2001 году на базе колхоза создается СПК «Бударинский», в 2004 году СПК был расформирован

## Физико-географическая характеристика
Село расположено на юго-востоке Лиманского района, в пределах Прикаспийской низменности, являющейся частью Восточно-Европейской равнины, между двумя ериками, на высоте 27 метров ниже уровня мирового океана. Для рассматриваемой территории характерен ильменно-бугровой ландшафт, представленный урочищами бэровских бугров и межбугровых понижений, занятых ериками и ильменями. Часть местности заболочена. Почвенный покров комплексный: на буграх Бэра распространены бурые полупустынные почвы, в межбугровых понижениях ильменно-болотные и ильменно-луговые почвы.
Расстояние до столицы Астраханской области города Астрахани составляет 120 км, до районного центра посёлка Лиман - 23 км.
Климат
Климат резко континентальный, крайне засушливый (согласно классификации климатов Кёппена-Гейгера - семиаридный (индекс BSk)). Среднегодовая температура воздуха положительная и составляет + 10,4 °C, средняя температура самого холодного месяца января - 4,5 °С, самого жаркого месяца июля + 25,1 °С. Расчётная многолетняя норма осадков - 231 мм, наименьшее количество осадков выпадает в феврале (12 мм), наибольшее в июне (27 мм). 
Часовой пояс
Бударино, как и вся Астраханская область, находится в часовой зоне МСК+1. Смещение применяемого времени относительно UTC составляет +4:00.

## Население
| 2002 | 2009 | 2010 |
| ---- | ---- | ---- |
| 723  | ↘693 | ↘591 |

Национальный состав
Село многонационально. Здесь проживают русские, казахи, калмыки, татары, даргинцы, чеченцы, украинцы, белорусы. Согласно результатам переписи 2002 года большинство населения посёлка составляли русские (70 %)

## Экономика
Сельское хозяйство. КФХ и личные подсобные хозяйства.

## Достопримечательности
Ступа Просветления. Открыта в сентябре 2012 года на месте Харахусовского хурула, разрушенного в годы воинствующего атеизма